# Francisco Martínez Dutor
Francisco Martínez Dutor (Jaén,? - 26 de junio de 1937) fue un político, sindicalista y militar español.

## Biografía
Nacido en Jaén, participó en la Guerra Marruecos, donde alcanzó el rango de sargento. Trabajador de la Diputación provincial de Oviedo, estuvo afiliado al sindicato UGT y al PSOE. En 1934 tuvo una destacada participación en la Revolución de Asturias, ejerciendo como técnico militar del consejo revolucionario obrero. Tras el fracaso de la insurrección huyó a Francia y residió brevemente en la URSS. Regresó a España después de las elecciones generales de 1936, estableciéndose en Oviedo.
En mayo de 1936 resultó elegido compromisario para la asamblea que elegiría al nuevo Presidente de la República.
En julio de 1936, tras el estallido de la Guerra Civil Española, Martínez Dutor fue uno de los líderes de la Columna de mineros asturianos que salió de Oviedo con intención de llegar a Madrid, pero acabó regresando a Asturias tras la sublevación de la guarnición militar de Oviedo. Martínez Dutor se convirtió en el jefe de las milicias que asediaron Oviedo durante los siguientes meses. Durante la contienda fue comisario político del III Cuerpo de Ejército Asturiano.
Falleció en junio de 1937 por motivos naturales.